# La Bezole
La Bezole – miejscowość i gmina we Francji, w regionie Oksytania, w departamencie Aude.
Według danych na rok 1990 gminę zamieszkiwało 38 osób, a gęstość zaludnienia wynosiła 6 osób/km² (wśród 1545 gmin Langwedocji-Roussillon La Bezole plasuje się na 862 miejscu pod względem liczby ludności, natomiast pod względem powierzchni na miejscu 943).